# Јулија (певачица)
Милица Поповић (Београд, 25. септембар 1986), познатија као Јулија, српска је певачица.
Пореклом је из Црне Горе. Наступила је 2006. године наступила на Беовизији као део тинејџерске групе Јулија и Јулија, а такође је учествовала на ПЗЕ '22. Завршила је магистарске студије на Факултету политичких наука у Београду.
Са својим бендом Camera Darling наступа широм Србије.

## Дискографија

### Синглови
- Сама (2017)
- Још те има (2020)
- Принчеви (2021)
- Да л' ти жена зна (2021)
- Брзина (2022)
- Утопија са Данијелом Поповићем (2024)